# Hygrocybe conica
Hygrocybe conica es un hongo basidiomiceto de la familia Hygrophoraceae, frecuente en el sur de Europa. Habita en márgenes de caminos y prados húmedos de zonas de montaña, y su cuerpo fructífero aparece entre verano y otoño. Su basónimo es Agaricus conicus Schaeff. 1774. El epíteto específico conica hace referencia a la forma del sombrerillo de su seta. Su seta es tóxica, causando trastornos digestivos.

## Descripción
Su seta presenta un sombrero cónico de entre 4 y 5 centímetros de diámetro, con una cutícula brillante y viscosa en ambientes húmedos, y áspera cuando se seca. Es de colores llamativos, que varían entre el rojo y el amarillo anaranjado, y se ennegrece con el contacto, de forma más intensa conforme la seta envejece. Las láminas son delgadas, libres, ventrudas y de longitud variable, de color blanco o amarillo. La esporada es blanca. El pie puede medir hasta 10 centímetros de altura, y es estilizado y hueco. Tiene forma cilíndrica, superficie fibrosa y color variable entre el amarillo intenso y el anaranjado, oscureciéndose también con el contacto. Su carne es frágil, con poco olor y también se ennegrece al cortarla.

## Posibilidades de confusión
Su seta es muy parecida a Higrocybe nigrescens, que también presenta un sombrerillo de forma cónica aunque no es tan puntiagudo. Asimismo, el pie de H. nigrescens es más ancho y de más longitud.